# Espinàquer

Esquema d'una embarcació de vela lleugera, el número 3 és una vela espinàquer.

L'espinàquer o espí és una vela triangular de forma bombada a la seva part central i emprada per a navegar a sotavent, quan el vent bufa des del darrere (vents de popa o llargs).

## Descripció tècnica i usos
Presenta una forma simètrica respecte a l'eix del vaixell i unes grans dimensions. Es posa davant del pal amb l'auxili del tangó (tipus de botaló que desenvolupa la funció de botavara per a aquesta vela), de manera que el vent infla la vela i empeny l'embarcació cap endavant. Quan el vent bufa de costat, l'espinàquer se sol recollir. No obstant això, en determinats casos pot utilitzar-se per arribar gairebé al que s'anomena navegar de través, funcionant de manera similar a un gènova. Tot i això per aquesta finalitat existeixen una vela amb un disseny híbrid entre gènova i espinàquer el genàquer.

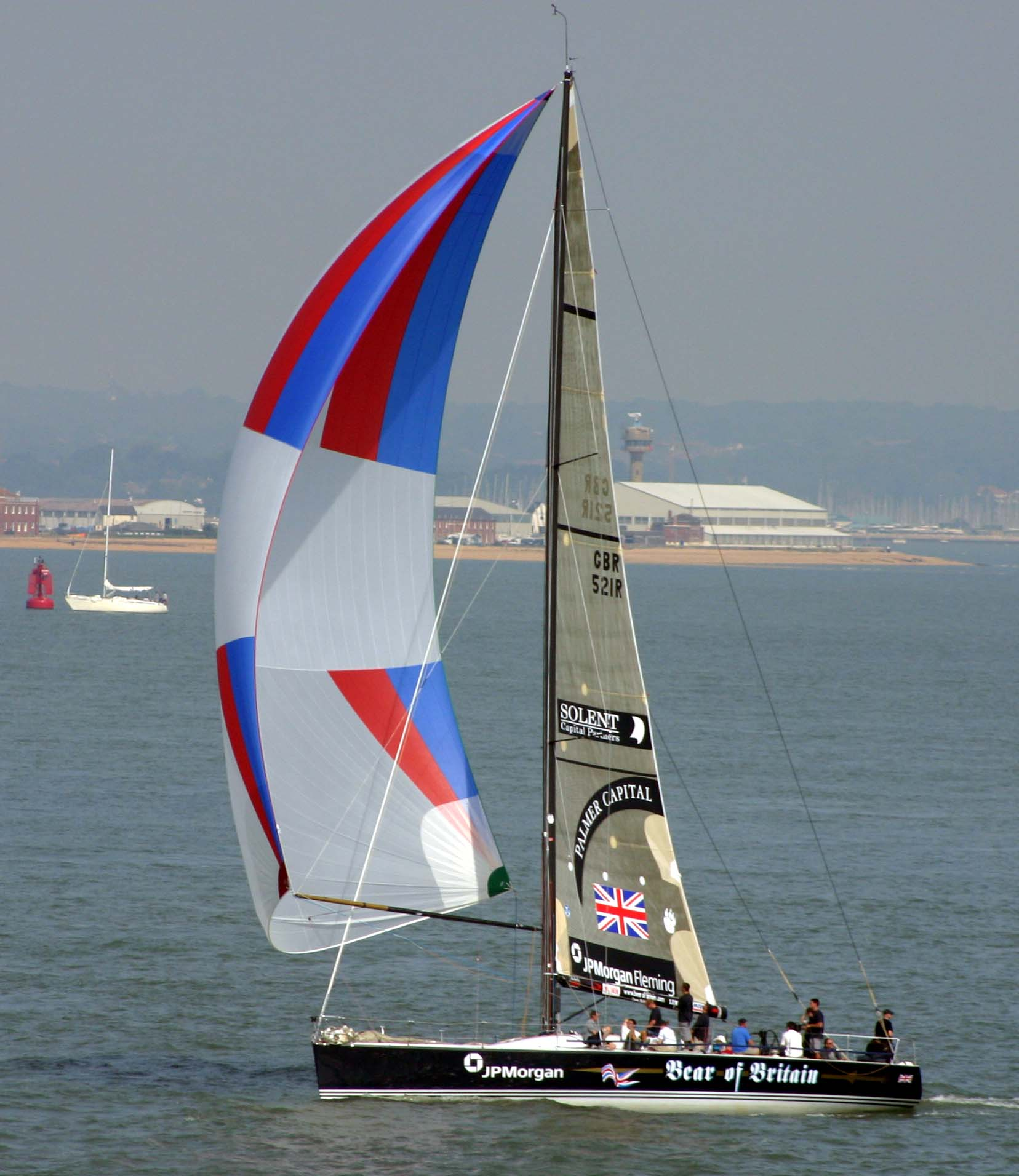
El Bear of England (sloop) amb l'espinàquer desplegat.